# Onlinespil
Onlinespil er computerspil der spilles via et netværk, hvilket i moderne tid stort set altid foregår via Internettet. Spillene kan være alt fra tekstbaserede singleplayer spil i en webbrowser, til komplekse klientbaserede 3D-spil med verdner, hvor tusinder af spillerer kan spille sammen samtidig.

## Definition
”Online gaming er mere en teknologi end en genre; en mekanisme der sammenkobler en gruppe spillere og ikke blot et mønster af gameplay.”
Onlinespil bliver spillet over et computernetværk, i dag typisk via Internettet. En fordel ved onlinespil er muligheden for at kunne koble sig på multiplayer spil, selvom singleplayer spil også stadig er meget almindelige.

## Browserspil
Som udviklingen af Internettet og webbrowserer skred frem, begyndte folk at skabe browserspil der udnyttede browseren som klient. Simple singleplayer spil blev lavet, der kunne spilles via HTML og HTML scriptteknologier. (Oftest JavaScript, ASP, PHP, og MySQL)) De mere komplicerede typer ville kontakte en webserver, hvilket gjorde det muligt at spille i multiplayer miljøer.
Udviklingen af web-baserede grafikteknologier så som Flash og Java gjorde det muligt at lave mere komplekse browserspil. Disse spil, der også kendes under deres relaterede teknologi som Flash-spil og Java-spil, blev hurtigt populære. Mange arkadespil der originalt var udgivet tilbage i 1980'erne, så som Pac-Man og Frogger, blev genskabte som spil der kunne spilles via et Flash plug-in på en hjemmeside. Mange browserspil har en begrænset multiplayer-del, der ofte blot optræder som et singleplayer spil med en highscore liste der kan ses af alle spillerne.
Browserbaserede kæledyrsspil er også blevet meget populære blandt den yngre generation af online spillere. Disse kan række fra spil med millioner af spillere, så som Neopets, til andre mindre community-baserede spil.
I nyere tid har udviklere af browserspil taget brug af webteknologier så som Ajax for at gøre det muligt at lave mere komplicerede multiplayer spil.

## Massive Multiplayer Onlinespil
Massive Multiplayer Online-spil blev mulige at producerer da Internettet udviklede sig til højhastighedsforbindelser i udviklede lande, hvilket gjorde det muligt for tusinder af spillere verden over, at spille det samme spil med hinanden samtidig. Der findes mange typer af MMO-spil, som for eksempel:
- MMORPG – MMO computerrollespil
- MMORTS – MMO Real-time Strategy spil
- MMOFPS – MMO First-person Shooter spil

### Browserbaserede MMORPG
Udviklingen indenfor browserspil har tilladt udviklingen af browserbaserede MMORPG-spil, der grundlæggende bruger samme type funktioner som andre browserspil.
Grundet begrænsningerne af den nuværende teknologi, er det dog ikke muligt at udnytte samme kvalitet indenfor lyd og grafik, som klientbaserede MMORPGer. Derfor plejer browserbaserede MMORPGer normalt også at være billigere at spille.